# Culte de la personnalité de Kim Il-sung
 (juin 2017).
Si vous disposez d'ouvrages ou d'articles de référence ou si vous connaissez des sites web de qualité traitant du thème abordé ici, merci de compléter l'article en donnant les références utiles à sa vérifiabilité et en les liant à la section « Notes et références ».

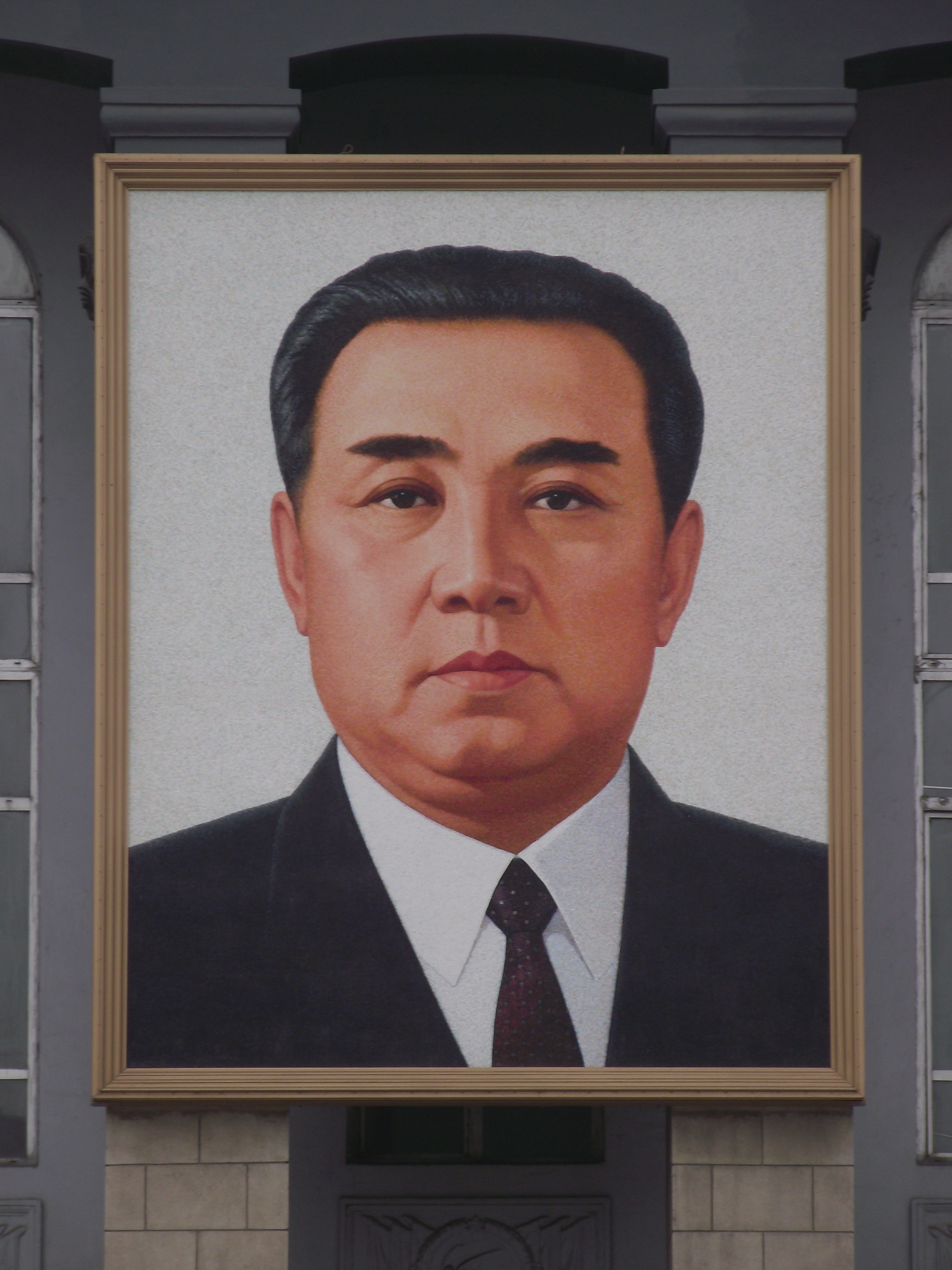
Portrait de Kim Il-sung.

Le chef d'État nord-coréen Kim Il-sung, au pouvoir de 1948 à sa mort en 1994, fait l'objet d'un intense culte de la personnalité dans son pays.

## Fonctionnement du culte

### Culte de la personnalité propre au stalinisme

Personnes rendant hommage à la statue de Kim Il-sung à Pyongyang.

Le culte de la personnalité de Kim Il-sung est très semblable à celui dont faisait l'objet Joseph Staline en ex-URSS.

### Culte de toute une famille
La Corée du Nord a vu naître la seule dynastie communiste de l'Histoire. En effet, même si le président éternel reste Kim Il-sung, le peuple nord-coréen vénère également ses descendants, à savoir son fils Kim Jong-il (mort en 2011) et son petit-fils Kim Jong-un, actuellement au pouvoir.

## Propagande
Les Nord-Coréens vivent en permanence avec la propagande qui n'a qu'un objectif : leur rappeler sans cesse qu'ils vivent dans le meilleur des mondes et que leurs leaders sont des êtres parfaits, des chefs sans égal, auxquels ils doivent vouer un amour et une fidélité sans faille.
Dès les premières heures de la journée, des véhicules équipés de haut-parleurs sillonnent Pyongyang en diffusant des slogans et des chants patriotiques. On trouve partout dans la capitale des affiches et même de grandes fresques représentant Kim Il-sung et Kim Jong-il dans des positions majestueuses. Les portraits respectifs des deux leaders, sur lesquels ils affichent un sourire bienfaisant et jovial, sont omniprésents et figurent dans tous les bâtiments publics et privés du pays. On peut les trouver jusque dans les rames de métro. C'est sans compter les statues géantes représentant les deux chefs (dont les plus célèbres sont à Pyongyang) devant lesquelles les Nord-Coréens et les rares touristes admis dans le pays doivent respectueusement s'incliner. Les grandes parades militaires minutieusement préparées contribuent, d'une certaine façon, à intensifier cette propagande et à persuader les Nord-Coréens de l'invulnérabilité et l'indestructibilité de leur nation. La télévision est l'autre grand moyen de propagande de la Corée du Nord. Les rares programmes auxquelles ont accès les foyers privilégiés mettent en scène le leader (en l’occurrence Kim Jong-un aujourd'hui) inaugurant des appartements luxueux destinés à des citoyens méritants ou encore visitant des usines de production tout en jetant un coup d’œil attentif aux produits et donnant ensuite des instructions rigoureuses et déterminées. Enfin, les exploits de Kim Il-sung et Kim Jong-il, qui sont en réalité inventés pour alimenter la propagande, sont vantés en permanence par les médias et font d'eux des demi-dieux aux yeux des Nord-Coréens.

Cette propagande, en marche depuis près de sept décennies, a fait preuve d'efficacité. L'idéologie du juche est glorifiée autant que possible. Ignorant totalement ce qui se passe au-delà des frontières de leur pays, les Nord-Coréens aiment sincèrement leurs leaders et les considèrent comme des pères. Ils sont également persuadés qu'ils sont toujours vivants et à leurs côtés d'une façon que nous pourrions qualifier de spirituelle. Maintenir les Nord-Coréens dans une certaine forme d'ignorance permet au régime de ne pas se discréditer et ainsi éviter toute forme de révolte visant à le faire chanceler. 

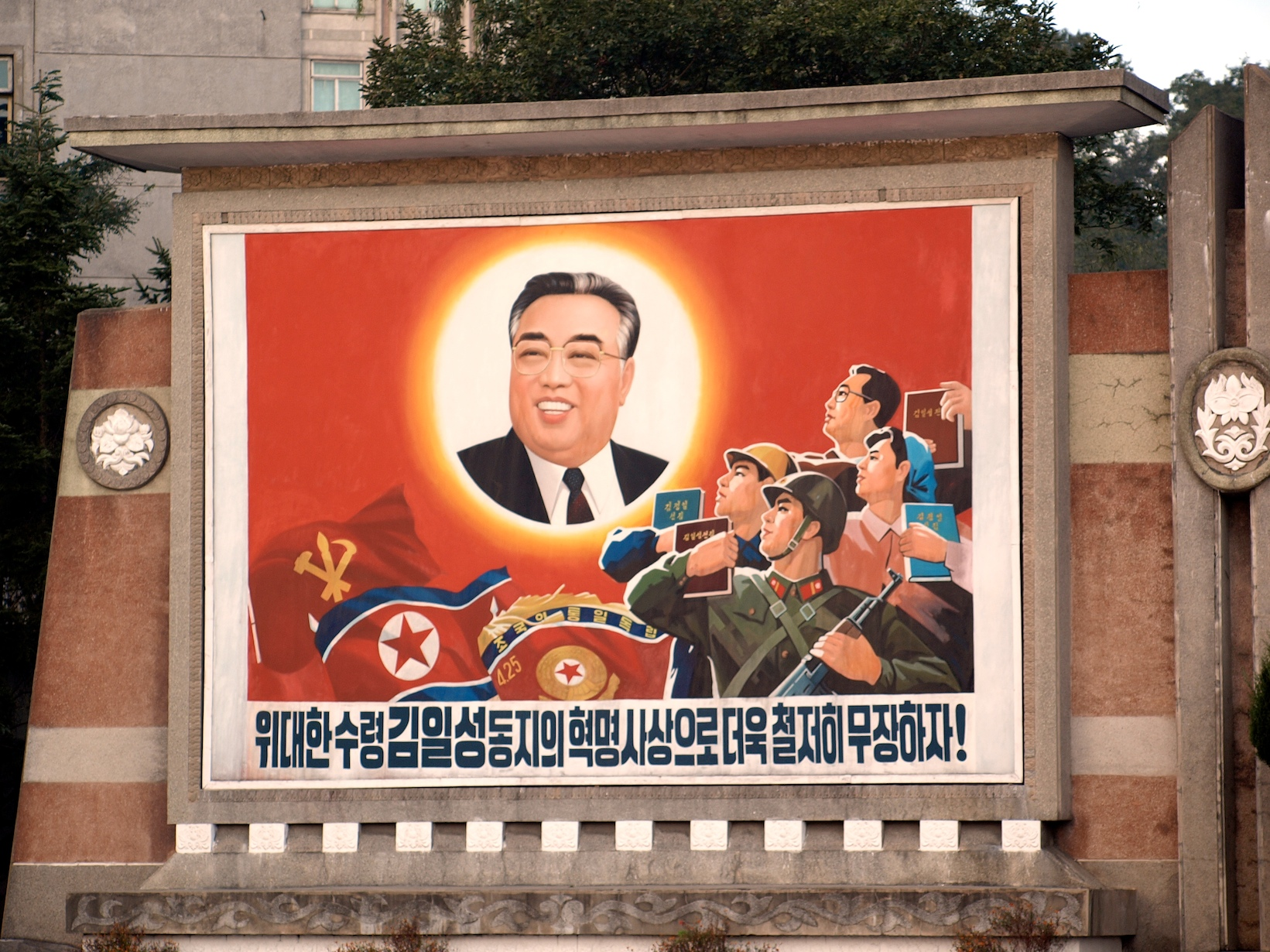
Affiche de propagande à Wonsan.

## Titres
Kim Il-sung est surnommé le « Grand Leader », « Président éternel » ou encore « Professeur de l'Humanité tout entière ». Kim Jong-il et Kim Jong-un ont également droit à leurs surnoms. Des fleurs portent même leurs noms en leur honneur.
Outre cela, les Nord-Coréens ont l'obligation de porter un badge à l'effigie des leaders. La perte de ce badge peut être très grave pour le Nord-Coréen concerné qui s'expose à des sanctions plus ou moins importantes.

## Chansons
Kim Il-sung et Kim Jong-il font l'objet de chansons patriotiques, d'histoires apprises par cœur dès le plus jeune âge à l'école, ainsi que de chants et de quasi-prières sur les lieux de travail.

## Sites

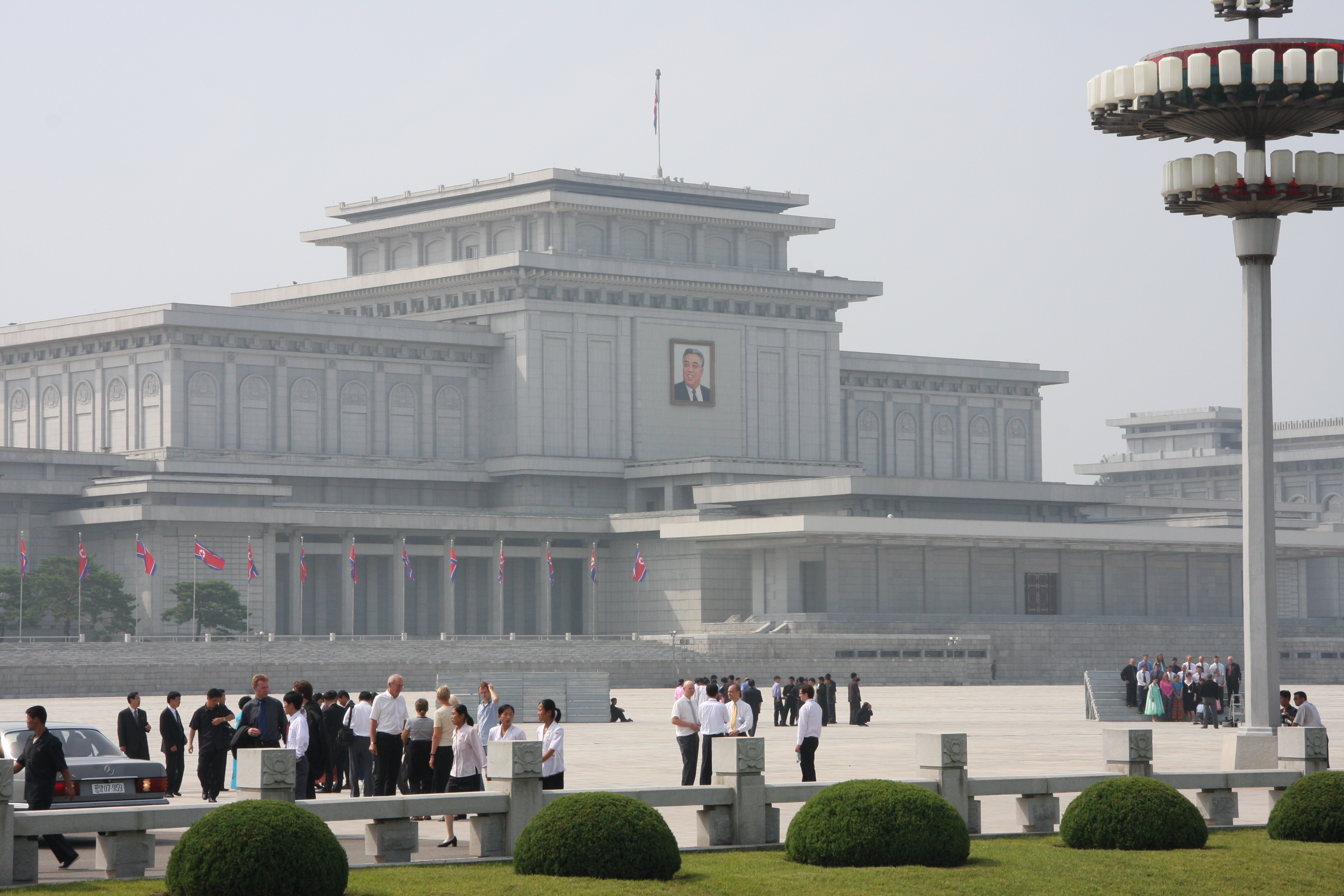
Le Mausolée de Kim Il-sung, où repose sa dépouille.

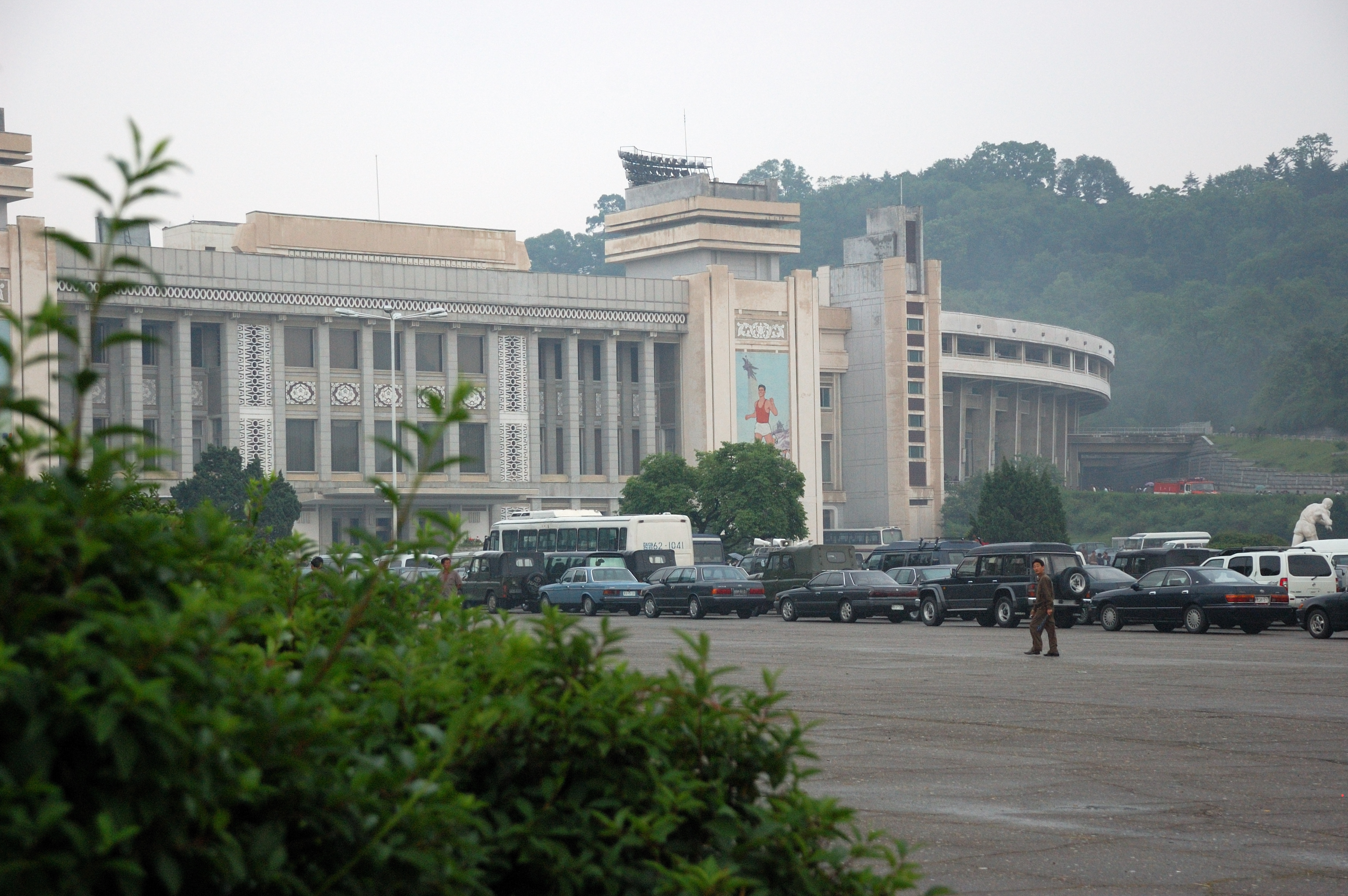
Le stade Kim Il-sung.

De nombreuses réalisations monumentales à sa gloire (inscriptions laudatives sur des montagnes, mausolées, musées) sont également l’objet de pèlerinages réguliers, montrés de façon régulière sur la seule chaîne de télévision nationale. Les images du grand leader ainsi que de son fils sont montrées un peu partout en Corée du Nord (notamment dans la rue, dans les écoles, ou dans les rames de métro, cf. Propagande).
Plusieurs sites en Corée du Nord portent son nom, dont l'université Kim Il-sung (qui accueille plus de 16 000 étudiants) ou le stade Kim Il-sung, qui reçoit les matches du Pyongyang CSG et de l'équipe nationale de football. Le Mausolée de Kim Il-sung est également un haut lieu de pèlerinage. Le corps momifié du Président éternel y est exposé ainsi que celui de son fils et fait l'objet de la dévotion des Nord-Coréens.